# Isidor Philipp
Pour les articles homonymes, voir Philipp.
Isidor (ou Isidore) Philipp (Budapest, 2 septembre 1863 - Paris, 20 février 1958) est un pianiste, pédagogue et compositeur français d'origine hongroise.
Il est moins connu aujourd'hui pour ses activités de compositeur que pour ses publications d'ouvrages sur la technique pianistique.

## Biographie
Isidor Philipp arrive à Paris dans son enfance. Il entre au Conservatoire de musique et de déclamation à Paris et étudie le piano avec Georges Mathias et obtient un 1er Prix en 1883. Il travaille ensuite avec Théodore Ritter, Camille Saint-Saëns et Stephen Heller. En 1890, il fonde une association de musique de chambre avec Loeb et Berthelier, et se produit en concert avec succès. En 1896, il réorganise la Société des instruments à vent de Paris. Puis il est professeur de piano au Conservatoire de musique et de déclamation de 1903 à 1934. Il enseigne aussi au Conservatoire américain de Fontainebleau, où il a Robert Casadesus comme assistant. 
D'origine juive, Isidore Philipp part pour les États-Unis en 1941 (les nazis confisquent alors les biens de son appartement parisien). Il enseigne à New York ainsi qu'à L'Alliance Française de Louiseville (Québec). En Amérique, il se produit comme pianiste tout en poursuivant sa carrière universitaire. Il donne son dernier concert le 20 mars 1955 à l'âge de quatre-vingt-onze ans dans la Sonate pour piano et violon de César Franck. En plus d'un brillant pianiste, Philipp est l'auteur de nombreux ouvrages didactiques de valeur.
Les Archives Isidor Philipp ont été déposées en 1977 à l'Université de Louisville par l'American Liszt Society. Elles rassemblent ses compositions pour le piano, ses exercices et études, ses éditions des œuvres de Franz Liszt, ainsi que des exercices, études et travaux sur d'autres compositeurs, des enregistrements, sa correspondance, des photographies, etc.
Isidor Philipp compte beaucoup de pianistes, chefs d'orchestre et compositeurs célèbres hier et aujourd'hui parmi ses élèves. Citons, entre autres, Maurice Dumesnil, Aaron Copland, Wilfrid Pelletier, le Prix Nobel Albert Schweitzer, Alexandre Tcherepnine, André Lavagne, Nikita Magaloff, Germaine Thyssens-Valentin, Jean Françaix, Émile Poillot, Monique de la Bruchollerie, Jeanne-Marie Darré, Magda Tagliaferro.
Isidor Philipp était commandeur de la Légion d'honneur (décret du 7 septembre 1927). Il en avait reçu les insignes des mains de Jules Moch, ancien Ministre, lui-même Commandeur de la Légion d'Honneur.

## Publications
Philipp a publié un certain nombre d'études techniques pour le piano, parmi lesquelles :
- École du mécanisme (Lyon, Janin et Fils, 1900) ;
- Exercices de tenue (Paris, Heugel, 1904) ;
- Gradus ad Parnassum (10 fascicules, Paris, Leduc, 1911-1914) ;
- Petit Gradus ad Parnassum (Leduc, 1913-1914) ;
- Technique journalière du pianiste (Heugel, 1929) ;
- Exercices pour l'enseignement moderne du piano (Paris, Salabert, 1933) ;
- Nouveaux exercices préparatoires pour l'enseignement supérieur du piano (Paris, Eschig, 1937) ;
- Exercices sur les touches noires (Eschig, 1942).

## Ses compositions
- Rêverie mélancolique
- Sérénade humoristique
- Concertino pour trois pianos
- Suite pour deux pianos

## Sources
- Marc Honegger, Dictionnaire de la musique - Les Hommes et leurs Œuvres, Paris, Bordas, 1986.